# 미국쑥부쟁이
미국쑥부쟁이는 초롱꽃목 국화과의 여러해살이풀이다. 털쑥부쟁이라고도 한다.

## 특징
줄기는 원주형으로 높이는 40~120cm이다. 뿌리줄기는 굵고 짧다. 줄기는 곧게 서고 가지가 많이 갈라지며 큰 포기를 이룬다. 가지는 줄기와 직립으로 붙고 끝은 종종 처진다.